# Уряд Анголи
Уряд Анголи — вищий орган виконавчої влади Анголи. Склад уряду затверджує Національна асамблея. До 2010 року прем'єр-міністра, що очолював уряд, призначав президент, з 2010 року уряд очолює сам президент.

## Голова уряду
- Президент — Жозе Едуарду душ Сантуш (порт. Jose Eduardo dos Santos).
- Віце-президент — Мануель Домінгуш Вісенте (порт. Manuel Domingos Vicente).

## Кабінет міністрів
Склад чинного уряду подано станом на 15 вересня 2016 року.
| Логотип | Міністерство                                                        | Міністр                                                                                                 | Фото | Час на посаді | Час на посаді | Партія | Партія | Вебсайт |
| ------- | ------------------------------------------------------------------- | --- | ---- | ------------- | ------------- | ------ | ------ | ------- |
|         | Міністерство вищої освіти                                           | Адао ду Насіменто (Adao do Nascimento)                                                                  |      |               |               |        |        |         |
|         | Міністерство внутрішніх справ                                       | Анжело ді Баррос Вейга Таварес (Angelo de Barros Veiga Tavares)                                         |      |               |               |        |        |         |
|         | Міністерство геології, гірництва і промисловості                    | Мануель Франсішку Куейруш (Manuel Francisco Queiros)                                                    |      |               |               |        |        |         |
|         | Міністерство готелів і туризму                                      | Педро Мутінде (Pedro Mutinde)                                                                           |      |               |               |        |        |         |
|         | Міністерство державного управління, зайнятості і соціальної безпеки | Антоніо Домінгуш да Коста Пітра Нето (Antonio Domingos da Costa Pitra Neto)                             |      |               |               |        |        |         |
|         | Міністерство екології                                               | Марія ді Фатіма Монтейро Жардім (Maria de Fatima Monteiro Jardim)                                       |      |               |               |        |        |         |
|         | Міністерство економіки                                              | Абрао Піо душ Сантуш Гуржель (Abraao Pio dos Santos Gourgel)                                            |      |               |               |        |        |         |
|         | Міністерство енергетики і водних ресурсів                           | Жоао Баптіста Боржес (Joao Baptista Borges)                                                             |      |               |               |        |        |         |
|         | Міністерство житла і міського планування                            | Жозе Антоніо Марія да Консейкао і Сілва (Jose Antonio Maria da Conceicao e Silva)                       |      |               |               |        |        |         |
|         | Міністерство закордонних справ                                      | Жеорж Ребело Чикоті (Georges Rebelo Chikoti)                                                            |      |               |               |        |        |         |
|         | Міністерство культури                                               | Роза Марія Мартінс да Круз і Сілва (Rosa Maria Martins da Cruz e Silva)                                 |      |               |               |        |        |         |
|         | Міністерство молоді та спорту                                       | Гонсалвіш Мануель Муандумба (Goncalves Manuel Muandumba)                                                |      |               |               |        |        |         |
|         | Міністерство науки і технології                                     | Марія Кандіда Тейшейра (Maria Candida Teixeira)                                                         |      |               |               |        |        |         |
|         | Міністерство нафти                                                  | Жозе Марія Ботело ді Васконеселос (Jose Maria Botelho de Vasconcelos)                                   |      |               |               |        |        |         |
|         | Міністерство оборони                                                | Жоао Мануель Гонсалвес Лоуренсо (Joao Manuel Goncalves Lourenco)                                        |      |               |               |        |        |         |
|         | Міністерство освіти                                                 | Мпінда Сімао (Mpinda Simao)                                                                             |      |               |               |        |        |         |
|         | Міністерство охорони здоров'я                                       | Жозі Вієра Діас ван Дунем (Jose Vieira Dias van Dunem)                                                  |      |               |               |        |        |         |
|         | Міністерство планування                                             | Жоб Грака (Job Graca)                                                                                   |      |               |               |        |        |         |
|         | Міністерство промисловості                                          | Бернарда Гонсалвіш Мартінс Енрікес да Сілва (Bernarda Goncalves Martins Henriques da Silva)             |      |               |               |        |        |         |
|         | Міністерство риболовлі                                              | Вікторія Крістофер Франсіску Лопес ді Баррос Нето (Victoria Christopher Francisco Lopes de Barros Neto) |      |               |               |        |        |         |
|         | Міністерство соціальних зв'язків                                    | Жозе Луїс ді Матос (Jose Luis de Matos)                                                                 |      |               |               |        |        |         |
|         | Міністерство соціального забезпечення і реінтеграції                | Жоао Баптіста Куссумуа (Joao Baptista Kussumua)                                                         |      |               |               |        |        |         |
|         | Міністерство сільського господарства                                | Маркос Алешандре Нхунга (Marcos Alexandre Nhunga)                                                       |      |               |               |        |        |         |
|         | Міністерство телекомунікацій та інформаційних технологій            | Жозе Карвальйо да Роша (Jose Carvalho da Rocha)                                                         |      |               |               |        |        |         |
|         | Міністерство торгівлі                                               | Роза Ескорсіо Пакавіра ді Матос (Rosa Escorcio Pacavira de Matos)                                       |      |               |               |        |        |         |
|         | Міністерство транспорту                                             | Аугусту да Сілва Томас (Augusto da Silva Tomas)                                                         |      |               |               |        |        |         |
|         | Міністерство у справах ветеранів                                    | генерал-майор Кандіду Перейра душ Сантуш ван Дунем (Candido Pereira dos Santos van Dunem)               |      |               |               |        |        |         |
|         | Міністерство у справах парламенту                                   | Роза Луїс ді Соуза Міколо (Rosa Luis de Sousa Micolo)                                                   |      |               |               |        |        |         |
|         | Міністерство у справах сім'ї та жінок                               | Марія Феломена ді Фатіма Лобао Тело Дельгадо (Maria Felomena de Fatima Lobao Telo Delgado)              |      |               |               |        |        |         |
|         | Міністерство управління територіями                                 | Борніто ді Соуза Бальтазар Діогу (Bornito de Sousa Baltazar Diogo)                                      |      |               |               |        |        |         |
|         | Міністерство фінансів                                               | Августо Арчер ді Соуза Мангуейра (Augusto Archer de Sousa Mangueira)                                    |      |               |               |        |        |         |
|         | Міністерство юстиції та прав людини                                 | Жоржі Карнейро Мангуейра (Jorge Carneiro Mangueira)                                                     |      |               |               |        |        |         |
|         | Міністр у відомстві президента з громадянських справ                | Едельтрудеш Маурісіо Фернандес Гаспар да Коста (Edeltrudes Mauricio Fernandes Gaspar da Costa)          |      |               |               |        |        |         |
|         | Міністр у відомстві президента з військових справ                   | Мануель Гельдер Віейра Діаш (Manuel Helder «Kopelipa» Vieira Dias)                                      |      |               |               |        |        |         |
|         | Секретар Ради міністрів                                             | Фредеріку Мануель душ Сантуш і Сілва Кардосу (Frederico Manuel dos Santos e Silva Cardoso)              |      |               |               |        |        |         |